# Carmageddon
Carmageddon ist eine Rennspielreihe, deren Teile für MS-DOS bzw. dazu kompatibles DOS, Windows, Mac OS, Nintendo 64, Game Boy Color, Gizmondo, iOS und Android erschienen sind. Entworfen, konzipiert und entwickelt wurden die ersten beiden Carmageddon-Teile von Stainless Software (heute Stainless Games). Den dritten Teil entwickelte Torus Games. Vertrieben wurden alle drei Teile von SCi Entertainment.
Geistige Väter der Serie sind Patrick Buckland und Neil Barnden, welche ebenfalls die Gründer von Stainless Games sind.

## Spielprinzip

### Allgemein
Wie in einem traditionellen Rennspiel gibt es in Carmageddon zwar die Möglichkeit, das Rennen durch Abfahren von Checkpoints bzw. Runden zu gewinnen, bevor die Zeit abläuft. Allerdings gibt es dazu noch Alternativen: Einerseits kann das Spiel durch das Kaputtfahren gegnerischer Autos gewonnen werden und andererseits durch das Überfahren aller im Spiel befindlichen Lebewesen. Dazu zählen größtenteils Menschen, teilweise aber auch Tiere wie Hunde und Hirsche. Das Spielprinzip sieht dabei vor, dass der Spieler andere Fahrer rammt bzw. Lebewesen überfährt, um sein ablaufendes Zeitkonto aufzustocken. Belohnt werden dabei zusätzlich besonders spektakuläre Fahrmanöver oder Kollisionen. Weiterhin kann der Spieler durch Überfahren von Kisten bzw. Tonnen Extras einsammeln, die die Umgebung, das Fahrzeug, die Lebewesen oder die Gegner positiv oder auch negativ beeinflussen.

### Spielmodi
Der Spieler lernt das Spiel in erster Linie über einen Karrieremodus kennen. Er beginnt auf Rang 99 und muss sich auf Rang 1 vorarbeiten. Dabei schaltet er Strecken frei und verdient Spielgeld. Von dem Geld kann der Spieler sein Auto aufrüsten und anstehende Reparaturen bezahlen.
Der zweite Teil des Spiels enthielt so genannte Challenges, welche eine wesentliche Neuerung bedeuteten. Der Spieler absolvierte nicht mehr Rennen um Rennen, sondern musste sich hin und wieder durch besondere Aufgaben (alle Checkpoints in einer vorgegebenen Zeit abfahren, bestimmte Gegenstände finden oder zerstören etc.) seine Qualifikation für eine höhere Rennklasse erwerben.

### Strecken und Umgebung
Die Strecken sind innerhalb einer frei befahrbaren Umgebung durch Checkpoints markiert. Die Thematiken der Landschaften umfassen alle Bereiche menschlicher Zivilisation, dazu zählen Städte, Industrie- und Bergbaugebiete, ländliche Gebiete, Urlaubsregionen sowie Schnee- und Wüstenlandschaften. Im ersten Teil war das Szenario des Spiels noch in der Zukunft angesiedelt und bot daher auch äußerst futuristisch gestaltete Fabrikanlagen und Innenstädte. Ab dem zweiten Teil wurden die Szenerien jedoch bedeutend realistischer gestaltet.

### Protagonisten
Die Hauptrolle des Spieles übernimmt in allen drei Carmageddon-Teilen der Fahrer Max Damage mit seinem Fahrzeug, dem berüchtigten Red Eagle. In den Teilen 1 und 2 gibt es außerdem eine wählbare zweite Protagonistin und Rivalin von Damage, Die Anna (sprich: Diana), Fahrerin des Yellow Hawk. Im ersten Teil und Add-on kommt die Pratcam zum Einsatz. Hierbei ist in der oberen linken Bildecke ein Fenster eingeblendet, das die jeweiligen Konterfeis von Max bzw. Anna und deren Reaktionen auf den Spielablauf wiedergibt. Zum Einsatz kommen dabei gefilmte und nachbearbeitete Animationen echter Personen, vermutlich handelt es sich dabei um Mitarbeiter des Entwicklungsstudios.

## Musik
Typisch für die Carmageddon-Reihe ist die Unterteilung des Soundtracks in zwei Teile, zum einen Metal-Stücke von Bands wie Fear Factory oder Iron Maiden, zum anderen Dance-Tracks von Utah Saints oder Sentience.

## Teile der Serie
| Spiel                            | GameRankings | Metacritic |
| -------------------------------- | ------------ | ---------- |
| Carmageddon: Fahr zur Hölle      | 90 %         |            |
| Carmageddon II: Carpocalypse Now | 80 %         |            |
| Carmageddon 3: TDR 2000          | 62 %         | 48/100     |
| Carmageddon: Reincarnation       |              | 54/100     |

Die Serie umfasst zurzeit fünf Spiele:
- Carmageddon: Fahr zur Hölle (1997)
- Carmageddon II: Carpocalypse Now (1998)
- Carmageddon TDR 2000 (2000, auch als Carmageddon: The Death Race 2000 in Anspielung auf den gleichnamigen Film)
- Carmageddon: Reincarnation (2015)
- Carmageddon: Max Damage (2016)

und vier Spiele für Konsolen:
| Spiel                   | GameRankings | Metacritic |
| ----------------------- | ------------ | ---------- |
| Carmageddon64           | 29 %         |            |
| Carmageddon (GBC)       | 44 %         |            |
| Carmageddon (PSX)       | 34 %         |            |
| Carmageddon: Max Damage |              | 51/100     |

- Carmageddon64 (1999), eine dem N64 angepasste und leicht veränderte Version von Carmageddon II
- Carmageddon (PSX) (1999), eine leicht veränderte Version für die PlayStation
- Carmageddon (GBC) (1999), Version für den Game Boy Color
- Carmageddon: Max Damage (Xbox One, PS4) (2016)

## Kontroverse
Die englischen Originalversionen der Teile 1 und 2 stehen auf dem Index der Bundesprüfstelle für jugendgefährdende Medien. In Deutschland erschienen entschärfte Fassungen des Spiels, die Passanten und Kühe gegen Roboter ersetzten. In Brasilien wurde das Spiel komplett verboten. Der dritte Teil kam nur geschnitten auf den deutschen Markt, die Originalfassung wurde jedoch nicht indiziert. Carmageddon: Max Damage fiel durch die USK-Prüfung und wurde von der BPjM indiziert. Der Titel wurde als strafrechtlich bedenklich eingestuft.